# Thalassema marshalli
Thalassema marshalli är en djurart som tillhör fylumet skedmaskar, och som beskrevs av Prashad, B. 1935. Thalassema marshalli ingår i släktet Thalassema och familjen Echiuridae. Inga underarter finns listade i Catalogue of Life.